# بنات في الثلاثين (مسلسل)
بنات في الثلاثين، مسلسل مصري صدر سنة 2008، من إخراج تيسير عبود وبطولة منة فضالي.

## ملخص القصة
بنات في سن الثلاثين يبحثن عن الحب والزواج وعن الحياة الناعمة، ويرفضن فكرة الصعود من البداية ويتحركن وراء مشاعر الحرية بأخطاء مترنحة في محاولة للوصول لأحلامهن.